# The Salvation
The Salvation is een Deense western uit 2014, geregisseerd en geschreven door Kristian Levring en mede geschreven door Anders Thomas Jensen. De film heeft een internationale cast met de Deen Mads Mikkelsen, de Zweed Mikael Persbrandt, de Fransen Eva Green en Éric Cantona, de Welshman Jonathan Pryce, de Schot Douglas Henshall, de Engelsman Alexander Arnold, en de Amerikanen Jeffrey Dean Morgan en Michael Raymond-James.

## Verhaal
In het Amerika van de jaren 1870 doodt de vreedzame Deense kolonist Jon (Mads Mikkelsen) de moordenaar van zijn vrouw en zoon. Dit ontketent de woede van de beruchte bendeleider Delarue (Jeffrey Dean Morgan). Jons stadsgenoten verraden hem uit angst voor Delarue, waardoor hij en zijn broer Peter (Mikael Persbrandt) er alleen voor staan.

## Rolverdeling
- Mads Mikkelsen – Jon, de Deense kolonist
- Eva Green – Madelaine, de verweduwde schoonzus van Delarue
- Jeffrey Dean Morgan – Delarue, de bendeleider
- Éric Cantona – Corsican, rechterhand van Delarue
- Mikael Persbrandt – Peter, de broer van Jon
- Douglas Henshall – Mallick, de sheriff
- Michael Raymond-James – Paul
- Jonathan Pryce – Keane, de burgemeester
- Alexander Arnold – Voichek, de winkeljongen
- Nanna Øland Fabricius – Marie, de vrouw van Jon
- Toke Lars Bjarke – Kresten, de zoon van Jon